# Marc Almond
Peter Mark Sinclair Almond (Southport, Lancashire, 9 de julio de 1957) es un compositor y músico inglés, cantante del grupo de synth pop Soft Cell e icono de la escena gótica. 

## Biografía

### Primeros años
Peter Mark Sinclair Almond nació en Southport en 1957, como el primero de dos hijos del matrimonio de un escocés y una noruega. Era un niño asmático y tartamudo que contrastaba con la figura de su padre, un viajante de comercio que había hecho carrera como militar, abusaba del alcohol y maltrataba a su hijo. A todo ello se sumaban sus sospechas de que Almond era homosexual, como demostró al irrumpir en el colegio de este para que un profesor despejara sus dudas; el hombre desconocía que su vástago ya había perdido la virginidad con una mujer. Más positiva para el futuro cantante fue la influencia de sus abuelos maternos, quienes lo criaron intermitentemente en la infancia. En un punto, se mudó junto con su familia a Harrogate y a Leeds, solo para acabar regresando a Southport. Tras el divorcio de sus padres cuando tenía quince años, nunca volvió a ver a su progenitor, a quien detestaba.
En sus primeros años de vida, se adentró en la música escuchando canciones de temática profunda, sobre amores no correspondidos o amores perdidos —lo que se conoce como «torch song»—, un concepto que posteriormente extrapolaría a su repertorio. Hacia la adolescencia, se hizo fanático de grupos como Deep Purple y Black Sabbath y del glam rock en general. Su afición por este género lo llevó a adoptar «Marc» como nombre artístico, en honor al vocalista y guitarrista Marc Bolan. Específicamente, la obra de David Bowie tuvo gran impacto en él, ya que «me mostró que había un mundo más allá de Southport... Me enseñó más que mis profesores». Era fanático también del mundo de la actuación, a lo que quería dedicarse, pero su tartamudez lo hizo cambiar de opinión. Entonces, se decantó por el canto, y pronto empezó a fungir como vocalista de un grupo que versionaba canciones populares.
Con respecto a su educación, tenía dificultades en el aprendizaje derivadas de su autismo leve y dislexia, en una época donde se tenía poca noción sobre ambos trastornos. Adicionalmente, en el intento de sortear el acoso escolar, aprendió a hiperventilar y a desmayarse para que sus compañeros dejaran de golpearlo. En la adolescencia, trabajó en un teatro y en una feria locales. Mientras estudiaba en la universidad Leeds Polytechnic, por entonces un entorno muy creativo, se adentró en representaciones artísticas tales como el espectáculo titulado «Icebox», donde, entre otras cuestiones, se desnudaba, se hacía cortes en el cuerpo y simulaba el acto sexual. En ese contexto, en 1978 conoció a Dave Ball, un entusiasta de la pintura y los sintetizadores que buscaba un cantante con quien poder interpretar unas canciones que había compuesto.

### Soft Cell

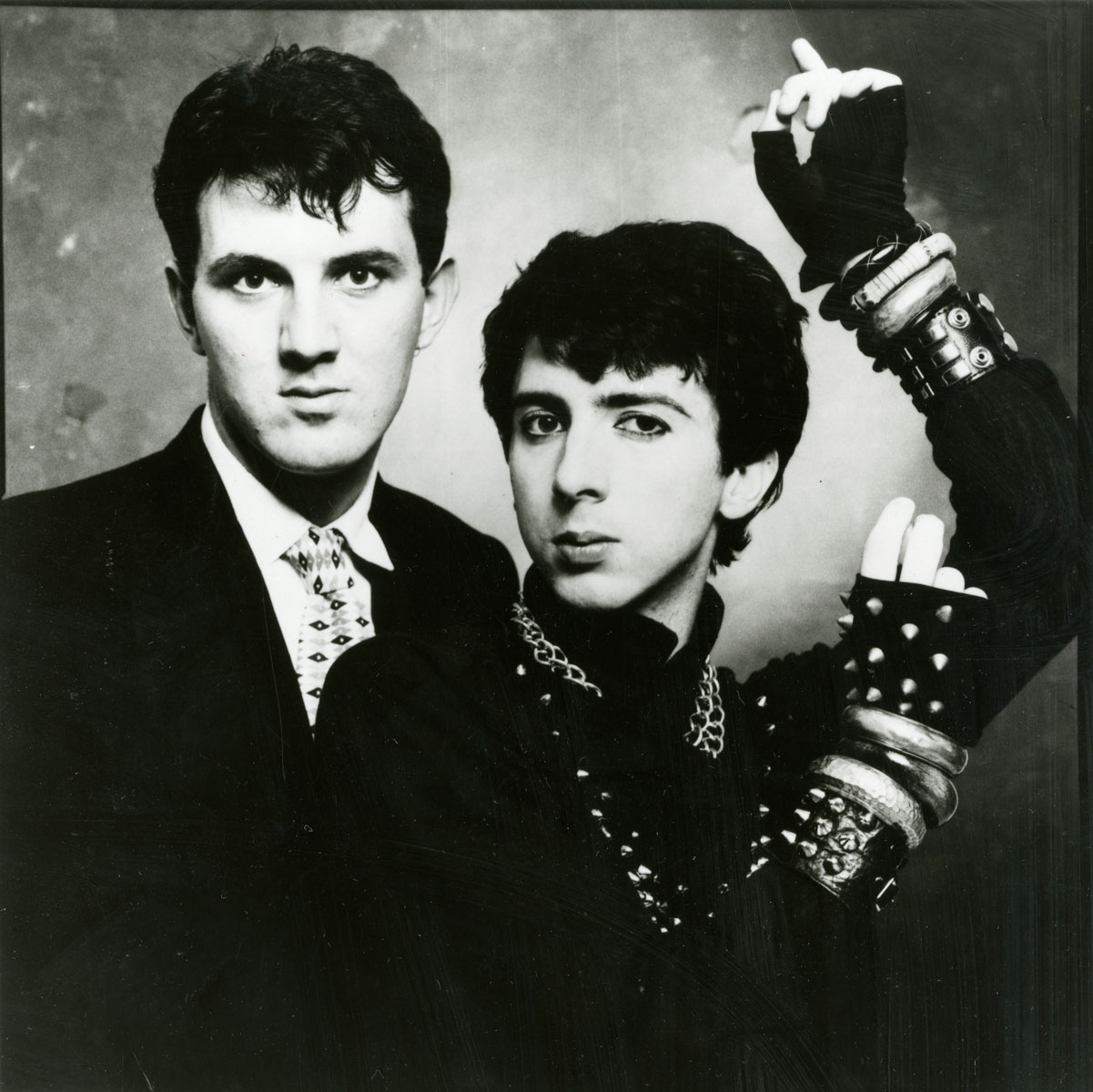
Soft Cell, con Almond a la derecha, en 1981

En las instalaciones de la universidad, Almond y Ball grabaron austeramente lo que sería el primer tema de Soft Cell, «The Girl with the Patent Leather Face». Para mediados de 1981 habían conseguido un contrato discográfico. Ese año, se alzaron en la cima de la lista británica con una versión del tema «Tainted Love», y sus presentaciones en el programa de televisión Top of the Pops les granjearon aún más reconocimiento. Aunque el primer sencillo vendió un millón de copias, no recibieron regalías, pues la canción no era de su autoría.
La característica del dúo era la combinación de los arreglos en sintetizadores y las letras «dramáticas y emocionales» de Almond. Además de ello, este último contaba con «una de las voces más talentosas que ha producido el Reino Unido [...] Una de las más cautivadoras y sinceras que hay». En lo que a estética respecta, acostumbrado a vestir de negro y escribir canciones sobre lo «miserable» que se sentía, Almond se convirtió en una figura prominente de la subcultura gótica y, en sus propias palabras, en «una especie de punk antisistema». En su iconografía era reconocible también la actitud «afeminada», aunque no estaba conforme con que lo encasillaran de artista homosexual y que eso atrajera más atención que su trabajo.
Entre 1983 y 1984, el grupo experimentó infortunios comerciales derivados de la publicación de dos álbumes: The Art of Falling Apart y This Last Night in Sodom. Finalmente, Soft Cell se separó dada la negativa de Ball a emprender giras, si bien ambos acabaron en buenos términos. En el año 2000, se reunieron justamente para realizar una gira y para publicar el álbum Cruelty Without Beauty. Hicieron lo mismo en septiembre de 2018, por el cuadragésimo aniversario de Soft Cell, y durante el confinamiento por la pandemia de coronavirus concibieron nuevo material, que se terminaría convirtiendo en el disco Happiness Not Included (2022), donde retomaron el sonido minimalista de sus primeros trabajos.

### Otros proyectos
Mientras se desempeñaba en Soft Cell, llevó a cabo un proyecto llamado Marc and the Mambas, una fusión de los estilos chanson, vodevil y gótico para la que regrabaron canciones de Lou Reed, Syd Barrett y Jacques Brel. Entre 1982 y 1987, publicó tres discos con otro grupo, Willing Sinners. Además, en octubre de 1983 acompañó a Nick Cave y a Lydia Lunch en los únicos tres conciertos que interpretaron bajo el nombre de Immaculate Consumptive. La separación de Soft Cell en 1984 le proveyó una libertad creativa que hasta entonces no había tenido, y en sus álbumes como solista exploró a veces sonidos sombríos y otras, más alegres.
En los años posteriores tuvo éxito, como denota la versión que hizo de «Something's Gotten Hold of My Heart», junto con Gene Pitney, y la del tema de David McWilliam «Days of Pearly Spencer», que alcanzaron la primera y la cuarta posición en la lista de sencillos británica, respectivamente, aunque todo ello se trucó cuando su adicción a las drogas se disparó. Ya a inicios de la década de 2000, se dedicó también a la escritura y, fruto de ese proceso, surgió el libro In Search of the Pleasure Palace: Disreputable Travels (2004), un relato sobre viajes.
En 2004, un accidente en motocicleta requirió que volviera a aprender a cantar, algo que logró con la guía de la profesora Mary Hammond. En 2006 se presentó por primera vez tras el choque, en un concierto que compartió con Antony Hegarty y en el que mostró resabios físicos. Aun así, después de eso lanzó nueve álbumes en la misma cantidad de años, tiempo que aprovechó para colaborar con Current 93, John Harle y Jarvis Cocker; para profundizar en la homosexualidad en Rusia, versionando el trabajo de Vadim Kozin; y para cantar en una banda tributo a T. Rex e irse de gira con el grupo Holy Holy. Hacia finales de 2015, había vendido más de treinta millones de discos.

## Vida privada

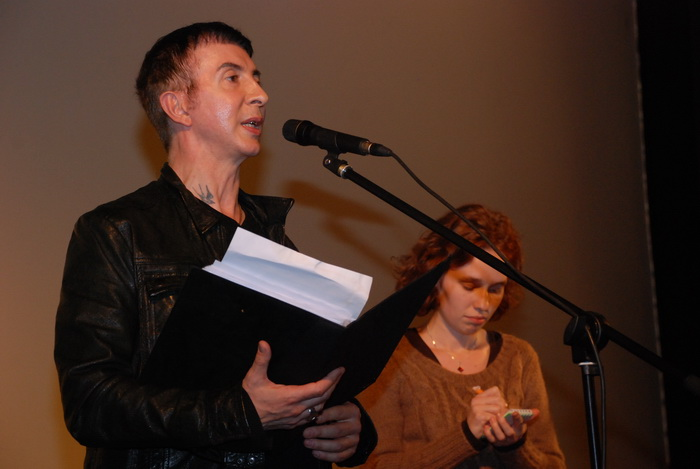
Almond dando una charla en el festival LGBT «Side by Side» de 2011

Almond es homosexual. Con el fin de contentar a la mayoría del público, al inicio de su carrera sus publicistas insistían en que debía dar una imagen más masculina en el escenario y llegaron a convenir la publicación en la prensa de historias falsas sobre el vocalista y sus presuntas parejas femeninas, una de las cuales era Bebe Buell. En agosto de 2017 participó en el concierto «I Feel Love», que se organizó en conmemoración del quincuagésimo aniversario de la despenalización de la homosexualidad en el Reino Unido.
Cuando era joven experimentó con anfetaminas, cocaína, LSD, éxtasis y tantas otras drogas, excepto los opiáceos. No llegó a consumir heroína con regularidad, como se acostumbraba en la escena del new romantic, porque tuvo malas experiencias con esta. Almond gastó cerca de 500 000 libras esterlinas solo en estupefacientes y, además, normalmente derrochaba el dinero en frivolidades. Para la década de 1990 había perdido el control del consumo y la promiscuidad, pero, tras golpearse y perder la consciencia durante una disputa por drogas, se rehabilitó y comenzó a moderar incluso la ingesta de cafeína. En cuanto a la espiritualidad, le fascinaba el fundador de la Iglesia de Satán, Anton Szandor LaVey, y en una ocasión visitó la sede de esa organización, la Casa Negra en San Francisco. Allí, se hizo miembro, después de un ritual de iniciación que en retrospectiva le pareció irrisorio, por su simpleza.
En octubre de 2004, mientras iba de acompañante en la motocicleta de un amigo, chocó con un automóvil y el accidente casi le cuesta la vida, debido a lesiones en el cráneo, costillas fracturadas y el colapso de un pulmón. Estuvo ingresado en el hospital durante un par de meses y, como secuelas, desarrolló tartamudez y cambios de humor, efecto común que se produce al golpearse la cabeza. Fruto de esta experiencia, se hizo mecena de Headway, una organización benéfica para víctimas de traumatismo craneoencefálico. Esta no fue la única oportunidad en que estuvo cerca de morir, y ello, sumados sus años como juerguista empedernido, lo llevó a obsesionarse con la muerte. «Estoy constantemente pensando en la muerte. Es algo que me deprime, no poder dejar de pensar en eso, obsesionarme. Siento que el tiempo se me acaba y que en algún momento pagaré las consecuencias del pasado», afirmó poco después de cumplir sesenta años.
En 2017, la Edge Hill University le otorgó un doctorado honoris causa en Filosofía. Asimismo, por sus servicios al arte y la cultura, en 2018 fue ordenado OBE.